# DN12A
De DN12A (Drum Național 12A of Nationale weg 12A) is een weg in Roemenië. Hij loopt van Miercurea-Ciuc via Comănești en Târgu Ocna naar Onești. De weg is 113 kilometer lang. 